# Georgia Stanway
Georgia Stanway (Barrow-In-Furness, 3 januari 1999) is een voetbalspeelster uit Engeland. Ze speelt als middenvelder voor FC Bayern München in de Bundesliga.

## Clubcarrière
Stanway begon haar carrière bij  Blackburn Rovers. In januari 2015 maakte ze haar debuut voor de club in een 4-5 nederlaag tegen Portsmouth F.C.. In april 2016 maakte ze ook haar eerste doelpunten.
In 2015 vertrok Stanway naar Manchester City. Op 29 juli 2015 maakte Stanway haar debuut voor Manchester City in een 5-0 overwinning op Durham City AFC in de Continental Cup. In een 2-0 overwinning op Everton FC maakte Stanway haar eerste doelpunt voor Manchester City.
In het seizoen 2017-2018 kreeg Stanway een plek in het UEFA Women's Champions League Team of the Year en werd ze verkozen tot PFA Women's Young Player of the Year.
Op 29 januari 2022 werd Stanway topscorer aller tijden voor de vrouwen van Manchester City. Door blessureleed bij teamgenoten wisselde Stanway veel van posities. Mede hierdoor besloot Stanway om aan het einde van het seizoen 2021-2022 Manchester City te verlaten.
Op 17 mei 2022 tekende Stanway een driejarig contract bij FC Bayern München. Op 16 augustus 2022 maakte Stanway haar debuut in een 2-1 vriendschappelijke overwinning tegen FC Barcelona. Op 27 oktober 2022 volgden haar eerste doelpunten in een 3-2 overwinning op SL Benfica in de Champions League. Stanway verlengde haar contract op 27 september 2023 tot medio 2026. Zowel in haar debuutseizoen als het jaar erop werd Stanway landskampioen van de Bundesliga met FC Bayern München. Ze werd genomineerd voor de Ballon d'Or, waarin ze op de 23ste plaats eindigde. Op 30 januari 2025 maakte FC Bayern München bekend dat Stanway een knieblessure had opgelopen die haar maandenlang aan de kant hield.

## Statistieken
| Seizoen | Club             | Land      | Competitie   | Wedstrijden | Doelpunten |
| ------- | ---------------- | --------- | ------------ | ----------- | ---------- |
| 2015    | Blackburn Rovers | Engeland  | Championship | 5           | 6          |
| 2015    | Manchester City  | Engeland  | Super League | 1           | 1          |
| 2016    | Manchester City  | Engeland  | Super League | 2           | 4          |
| 2017    | Manchester City  | Engeland  | Super League | 1           | 1          |
| 2017/18 | Manchester City  | Engeland  | Super League | 4           | 5          |
| 2018/19 | Manchester City  | Engeland  | Super League | 7           | 11         |
| 2019/20 | Manchester City  | Engeland  | Super League | 13          | 4          |
| 2020/21 | Manchester City  | Engeland  | Super League | 21          | 5          |
| 2021/22 | Manchester City  | Engeland  | Super League | 22          | 8          |
| 2022/23 | Bayern München   | Duitsland | Bundesliga   | 21          | 6          |
| 2023/24 | Bayern München   | Duitsland | Bundesliga   | 21          | 6          |
| 2024/25 | Bayern München   | Duitsland | Bundesliga   | 12          | 5          |
| Totaal  | Totaal           | Totaal    | Totaal       | 140         | 51         |

Laatste update: nov 2023

## Interlandcarrière
Stanway maakte haar debuut voor het Engelse nationale team op 8 november 2018 in een 3-0 overwinning in een vriendschappelijk duel tegen Oostenrijk waarin ze ook haar eerste goal maakte.
Stanway werd door bondscoach Sarina Wiegman geselecteerd voor het Europees kampioenschap voetbal vrouwen 2022. Met Engeland werd Stanway Europees kampioen door Duitsland met 2-1 te verslaan in de finale. Stanway kwam alle wedstrijden op het toernooi in actie en maakte de winnende goal tegen Spanje in de achtste finale.
Op 31 mei 2023 selecteerde bondscoach Sarina Wiegman Stanway voor het WK 2023. Stanway scoorde de eerste Engelse goal in het eerste groepsduel tegen Haïti. Engeland wist de finale van het WK 2023 te halen. Deze werd echter met 1-0 verloren tegen Spanje.
Na hersteld te zijn van haar knieblessure en haar comeback te hebben gemaakt, werd Stanway op 6 juni 2025 geselecteerd om onderdeel uit te gaan maken van de Engelse selectie op het EK 2025 in Zwitserland. Met haar land werd ze op 27 juli 2025 Europees kampioen door in de finale na penalty's af te rekenen met Spanje.
1 Earps ·
2 Bronze ·
3 Daly ·
4 Walsh ·
5 Greenwood ·
6 Bright ·
7 Mead ·
8 Williamson  ·
9 White ·
10 Stanway ·
11 Hemp ·
12 Carter ·
13 Hampton ·
14 Kirby ·
15 Stokes ·
16 Scott ·
17 Parris ·
18 Kelly ·
19 England ·
20 Toone ·
21 Roebuck ·
22 Wubben-Moy ·
23 Russo ·
Coach: Wiegman
1 Earps ·
2 Bronze ·
3 Charles ·
4 Walsh ·
5 Greenwood ·
6 Bright  ·
7 James ·
8 Stanway ·
9 Daly ·
10 Toone ·
11 Hemp ·
12 Nobbs ·
13 Hampton ·
14 Wubben-Moy ·
15 Morgan ·
16 Carter ·
17 Coombs ·
18 Kelly ·
19 England ·
20 Zelem ·
21 Roebuck ·
22 Robinson ·
23 Russo ·
Coach: Wiegman
1 Hampton ·
2 Bronze ·
3 Charles ·
4 Walsh ·
5 Greenwood ·
6 Williamson  ·
7 James ·
8 Stanway ·
9 Mead ·
10 Toone ·
11 Hemp ·
12 Le Tissier ·
13 Moorhouse ·
14 Clinton ·
15 Morgan ·
16 Carter ·
17 Agyemang ·
18 Kelly ·
19 Beever-Jones ·
20 Park ·
21 Keating ·
22 Wubben-Moy ·
23 Russo ·
Coach: Wiegman